# Championnat du Maroc de football de deuxième division 2010-2011
Navigation
Édition précédente Édition suivante
Le Championnat du Maroc de football D2 2010-2011 est la 55e édition du championnat du Maroc de football D2. Elle oppose dix-huis clubs regroupées au sein d'une poule unique où les équipes se rencontrent deux fois, à domicile et à l'extérieur. En fin de saison, les quatre derniers sont relégués et remplacés par les quatre meilleurs clubs de GNFA1, la troisième division marocaine. 
C'est le club du CODM de Meknès qui remporte le championnat après avoir terminé en tête du classement, avec trois points d'avance sur l'Ittihad Khemisset. Les clubs montant en première division sont les deux premiers soit le CODM de Meknès et l'Ittihad Khemisset tandis que les clubs relégués en troisième division sont le Raja Al Hoceima, l'Ittihad Riadi Fkih Ben Salah, le Chabab Mohammédia et l'Hilal de Nador.
La meilleure attaque du championnat est celle de l'Ittihad Khemisset avec plus de 43 buts marqués tandis que la meilleure défense est celle du CODM de Meknès avec seulement 10 buts encaissés.

## Compétition

### Classement
|     | Club                         | Points | J  | V  | N  | D  | BP | BC | Diff. |
| --- | ---------------------------- | ------ | -- | -- | -- | -- | -- | -- | ----- |
| 1e  | CODM de Meknès               | 64     | 34 | 16 | 16 | 2  | 35 | 10 | +25   |
| 2e  | Ittihad Khemisset            | 61     | 34 | 17 | 10 | 7  | 43 | 29 | +14   |
| 3e  | Union Aït Melloul            | 61     | 34 | 16 | 13 | 5  | 42 | 24 | +18   |
| 4e  | Youssoufia Berrechid         | 59     | 34 | 15 | 14 | 5  | 33 | 20 | +13   |
| 5e  | TAS de Casablanca            | 50     | 34 | 13 | 11 | 10 | 26 | 25 | +1    |
| 6e  | Mouloudia d'Oujda            | 47     | 34 | 12 | 11 | 11 | 29 | 29 | 0     |
| 7e  | Union de Mohammédia          | 46     | 34 | 12 | 10 | 12 | 28 | 28 | 0     |
| 8e  | Chabab Houara                | 46     | 34 | 11 | 13 | 10 | 28 | 29 | -1    |
| 9e  | Rachad Bernoussi             | 43     | 34 | 10 | 13 | 11 | 27 | 29 | -2    |
| 10e | Racing de Casablanca         | 42     | 34 | 10 | 12 | 12 | 38 | 36 | +2    |
| 11e | IR Tanger                    | 40     | 34 | 9  | 13 | 12 | 28 | 33 | -5    |
| 12e | AS Salé                      | 39     | 34 | 10 | 9  | 15 | 38 | 39 | -1    |
| 13e | Union sportive Témara        | 39     | 34 | 7  | 18 | 9  | 25 | 26 | -1    |
| 14e | Stade Marocain               | 39     | 34 | 8  | 15 | 11 | 18 | 24 | -6    |
| 15e | Raja Al Hoceima              | 35     | 34 | 8  | 11 | 15 | 18 | 29 | -11   |
| 16e | Ittihad Riadi Fkih Ben Salah | 35     | 34 | 9  | 8  | 17 | 27 | 39 | -12   |
| 17e | Chabab Mohammédia            | 33     | 34 | 6  | 15 | 13 | 25 | 33 | -8    |
| 18e | Hilal de Nador               | 25     | 34 | 3  | 16 | 20 | 18 | 44 | -26   |

## Bilan de la saison
| Championnat du Maroc de football de deuxième division 2010-2011 |                     |
| Champion                                                        | CODM de Meknès      |
| Promotions et relégations                                       |                     |
| Promus en Botola Pro                                            | CODM de Meknès      |
| Promus en Botola Pro                                            | Ittihad Khemisset   |
| Relégués en Botola 2                                            | Kawkab de Marrakech |
| Relégués en Botola 2                                            | JS de Tadla         |